# Félix Sarasíbar
Félix Sarasíbar fue un futbolista argentino. Se desempeñaba como mediocampista y su debut fue en el club Rosario Central, donde compartió equipo con su hermano Florencio Sarasíbar.

## Carrera
En Rosario Central disputó 87 encuentros y marcó 4 goles en seis temporadas. Se coronó campeón tres veces de la Copa Vila. 

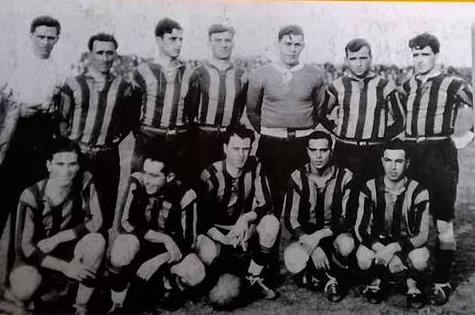
Rosario Central en 1927. Parados: Serapio Mujica, Francisco de Cicco, Félix Sarasíbar, Octavio Díaz, Florencio Sarasíbar, José Fioroni. Hincados: Armando Bertei, Arturo Podestá, José Podestá, Luis Indaco, Esteban Indaco.

La primera de ellas fue en su temporada debut, 1923. También ese año disputó el partido decisivo por la Copa Ibarguren ante Boca Juniors, que finalizó con triunfo porteño 1-0. Con el correr de los torneos se fue afirmando en la línea media canalla, compartiéndola con dos históricos del club como José Fioroni y Jacinto Perazzo; más tarde también con Serapio Mujica, tras el retiro de Perazzo. Repitió el título en la Copa Vila en 1927 y 1928; además fue subcampeón de la Copa Estímulo 1925 y de la Copa Schlau 1927. Participó también del partido inaugural en el estadio de Arroyito, encuentro disputado el 14 de noviembre de 1926 ante Newell's Old Boys, válido por la 27.ª fecha de la Copa Vila y que finalizó con victoria centralista 4-2.
Prosiguió su carrera en Alumni de Casilda (1929) y Provincial de Rosario (1932).
Vistiendo la casaca de la Selección Rosarina obtuvo la Copa Rosario "Miguel Culaciati", al vencer a Porteños 2-0 en Buenos Aires, estadio de River Plate.

## Clubes
| Club              | País      | Año       |
| ----------------- | --------- | --------- |
| Rosario Central   | Argentina | 1923-1928 |
| Alumni de Casilda | Argentina | 1929      |
| Provincial        | Argentina | 1932      |

## Palmarés
| Equipo             | País      | Título                | Año  |
| ------------------ | --------- | --------------------- | ---- |
| Rosario Central    | Argentina | Copa Vila             | 1923 |
| Rosario Central    | Argentina | Copa Vila             | 1927 |
| Selección Rosarina | Argentina | Copa Miguel Culaciati | 1927 |
| Rosario Central    | Argentina | Copa Vila             | 1928 |